# Rekordy Chorwacji w lekkoatletyce
Poniższe tabele przedstawiają lekkoatletyczne rekordy Chorwacji:

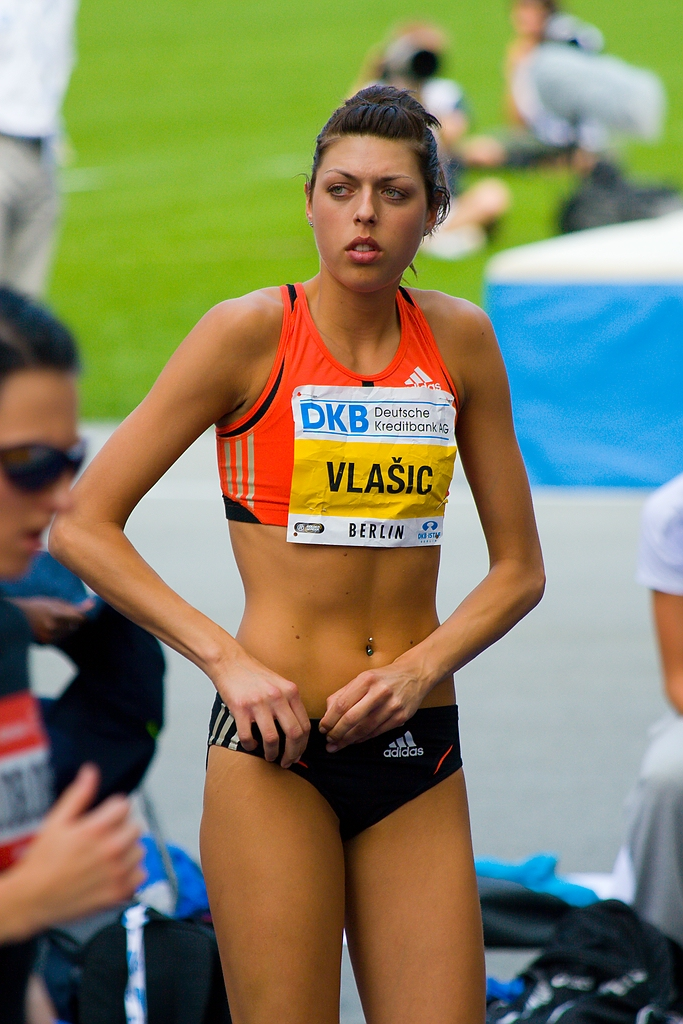
Czołowa chorwacka lekkoatletka – Blanka Vlašić.

#### Konkurencje techniczne

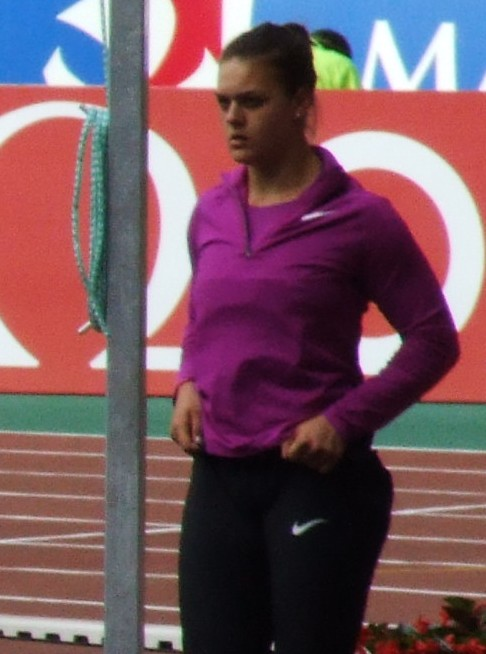
Sandra Perković jest rekordzistką w rzucie dyskiem.

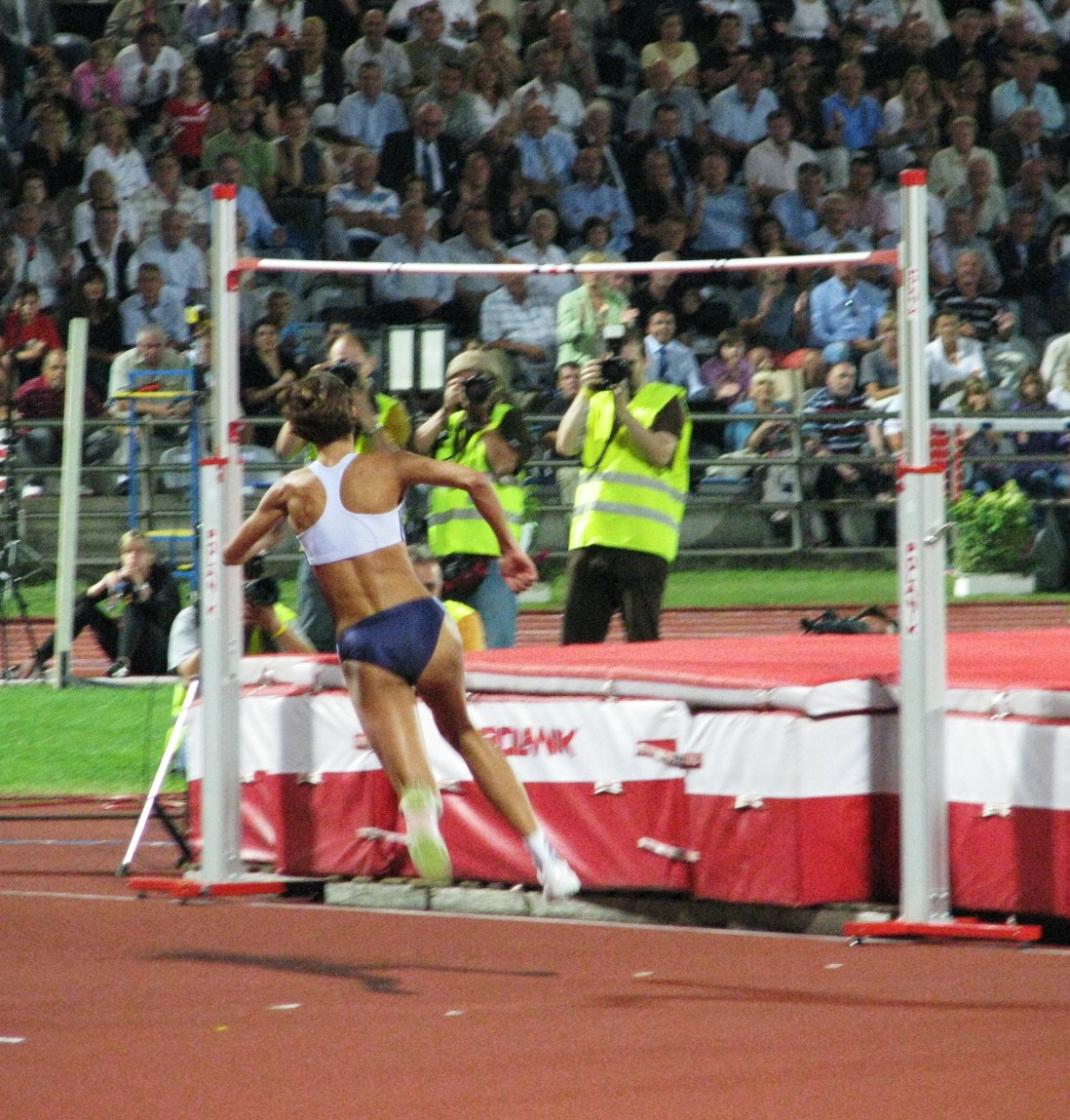
Blanka Vlašić ustanawia aktualny rekord Chorwacji w skoku wzwyż – 2,08 m.

#### Konkurencje biegowe

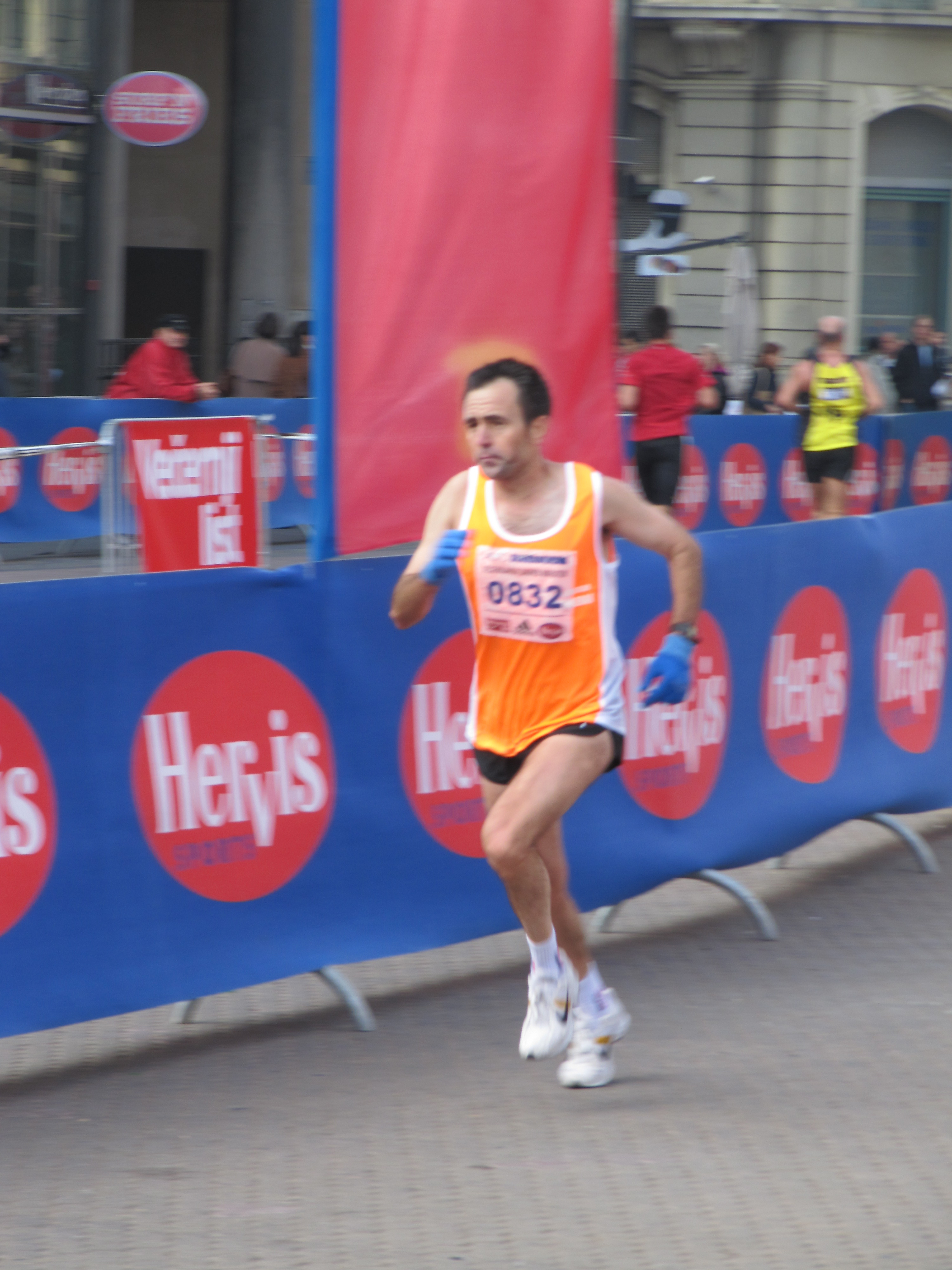
Drago Paripović jest rekordzistą Chorwacji w półmaratonie i maratonie.